# Velociraptor (film)
Velociraptor è un film del 2014 sceneggiato, diretto, co-prodotto e montato da Chucho E. Quintero.

## Trama
Nell'attesa della fine del mondo, due ragazzi, Diego ed Alex, passeggiano per le strade deserte di Città del Messico e si divertono raccontandosi segreti.

## Riconoscimenti
- 2015 - Miami Gay and Lesbian Film Festival
  - Miglior film
- 2016 - TLA Gaybies
  - Miglior film gay romantico
  - Candidatura come miglior attore non protagonista in un ruolo gay a Carlos Hendrick Huber
  - Candidatura come miglior regista a Chucho E. Quintero
- 2017 - International Queer Film Festival Playa Del Carmen
  - Miglior film messicano